# 趙惟卿
趙惟卿（1536年—？），字良弼，直隸真定府趙州柏鄉縣人，軍籍，明朝政治人物。

## 生平
隆慶元年（1567年）丁卯科順天鄉試第九十九名舉人，二年（1568年）中式戊辰科會試第二百二十五名，三甲第二百七十一名進士。授鄒平縣知縣，擢工部主事，升户部员外郎，官至陝西副使。

## 家族
曾祖趙寧；祖父趙希哲；父趙秉善，母馬氏；繼母孟氏。嚴侍下。弟趙惟相、趙惟士、趙惟城。